# Aleutský příkop

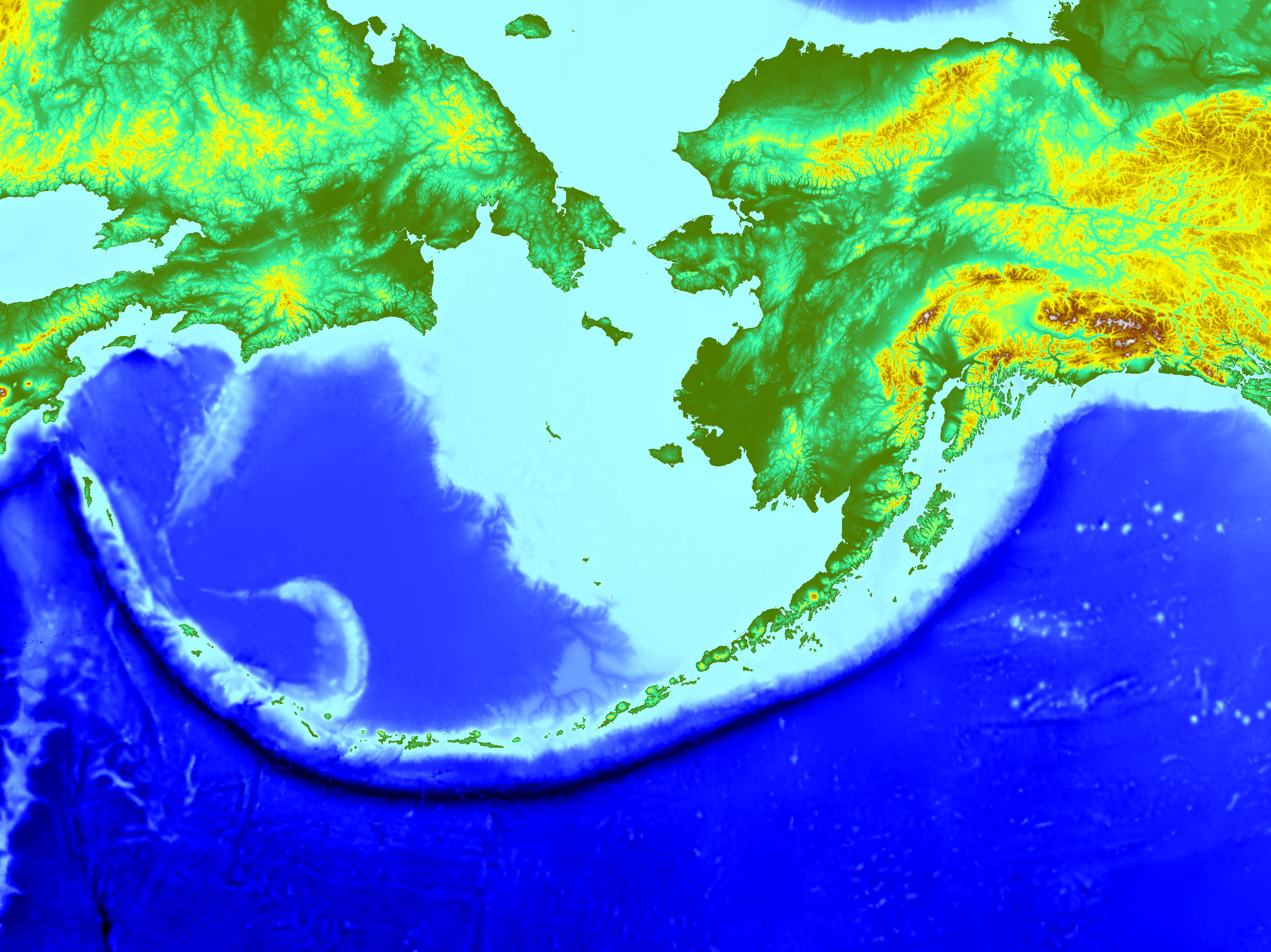
Aleutský příkop jižně od Aleutských ostrovů

Aleutský příkop je na předělu mezi Pacifickou a Severoamerickou deskou

Aleutský příkop je zhruba 3200 kilometrů dlouhý oceánský příkop v Tichém oceánu, který se táhne od Aljašky až ke Komandorským ostrovům a to podél jižního pobřeží Aljašského poloostrova a jižního okraje Aleutských ostrovů. Jeho maximální hloubka je 7822 metrů. Je místem, kde se pacifická deska zasouvá pod severoamerickou desku, což zde vede k občasným zemětřesením.
V severozápadní části na něj navazuje Kurilský příkop, který míří k jihozápadu.